# Václav Beneš Třebízský
Václav Beneš Třebízský, född 27 februari 1849 i Třebíz, död 20 juni 1884 i Mariánské Lázně, var en  tjeckisk författare.
Třebízský utbildades för det prästerliga kallet, men ägnade sig tidigt åt novellistiskt författarskap och studerade flitigt Böhmens äldre historia, ur vilken han hämtade konstnärligt stoff för sina många romaner, berättelser och reseskisser, som blev mycket omtyckta för sin fosterländska ton och ideella tendens. Třebízský var även en utmärkt predikant, och fyra band av hans andliga tal utgavs under den gemensamma titeln "Rätten till livet" (Pravda k životu).